# Lansdowne (India)
Lansdowne is een kantonnement in het district Pauri Garhwal van de Indiase staat Uttarakhand. 

## Demografie
Volgens de Indiase volkstelling van 2001 wonen er 7.902 mensen in Lansdowne, waarvan 64% mannelijk en 36% vrouwelijk is. De plaats heeft een alfabetiseringsgraad van 86%. 